# Kirawsk
Kirawsk (en biélorusse : Кіраўск) ou Kirovsk (en russe : Кировск) est une ville de la voblast de Moguilev, en Biélorussie, et le centre administratif du raïon de Kirawsk. Sa population s'élevait à 8 767 habitants en 2017.

## Géographie
Kirawsk est arrosée par la rivière Ala et se trouve à 21 km au nord-est de Babrouïsk, à 91 km au sud-ouest de Moguilev et à 145 km au sud-est de Minsk.

## Histoire
Au XIXe siècle, à l'emplacement de la ville actuelle se trouvait le domaine Kotcheritchi de l'ouïezd de Babrouïsk. En 1924, il fut rattaché au village de Startsy. En février 1935, le raïon de Kirawsk fut créé et nommé en l'honneur de l'homme d'État soviétique Sergueï Kirov, assassiné en 1934. Le village de Startsy servit de centre administratif provisoire du raïon, puis un nouvel établissement fut créé à proximité, qui reçut le nom de Kirawsk en avril 1939 et devint le centre du raïon. Pendant la Seconde Guerre mondiale, Kirawsk fut occupée par l'Allemagne nazie en juillet 1941 et fut libérée le 26 juin 1944 par le premier front biélorusse de l'Armée rouge. Elle fit partie de la voblast de Babrouïsk jusqu'à la suppression de cette voblast et à son rattachement à la voblast de Moguilev en 1954. Le 17 novembre 1959, Kirawsk devint une commune urbaine. Elle a le statut de ville depuis le 4 juin 2001.

## Population
Recensements (*) ou estimations de la population :
| 1959* | 1970* | 1979* | 1989* | 1999* | 2009* |
| ----- | ----- | ----- | ----- | ----- | ----- |
| 7 566 | 4 587 | 6 062 | 8 335 | 9 000 | 8 756 |

| 2012  | 2013  | 2014  | 2015  | 2016  | 2017  |
| ----- | ----- | ----- | ----- | ----- | ----- |
| 8 725 | 8 660 | 8 594 | 8 752 | 8 817 | 8 767 |

## Économie
La ville compte quelques industries (agroalimentaires, travail du bois, lin).